# 阿托伊斯 (加利福尼亞州)
阿托伊斯（英語：Artois，/ˈɑːr.tɔɪs/），原称日耳曼敦（英語：Germantown），是位於美國加利福尼亞州格伦縣的一個人口普查指定地區。

## 地理
阿托伊斯的座標為39°37′11″N 122°11′38″W / 39.61972°N 122.19389°W，而該地最高點為海拔高度51米（即167英尺）。

## 人口
根據2010年美國人口普查的數據，阿托伊斯的面積為7.46平方千米，當中陸地面積為7.46平方千米，而水域面積為0.00平方千米。當地共有人口16522人，而人口密度為每平方千米2,214人。